# Ichneumon recentissimus
Ichneumon recentissimus là một loài tò vò trong họ Ichneumonidae.